# 布爾迪爾火山
布爾迪爾火山（Buldir Volcano）是美國的火山，位於布爾迪爾島，由阿拉斯加州負責管轄，海拔高度656米，最近一次火山噴發在全新世時期發生。